# 핀란드 전쟁
핀란드 전쟁(스웨덴어: Finska kriget, 러시아어: Финляндская война)은 1808년 2월에서 1809년 9월까지 스웨덴 제국과 러시아 제국 사이에 벌어진 전쟁이다. 전쟁의 결과 스웨덴이 패배하여 과거 스웨덴 영토의 동쪽 3분의 1이 핀란드 대공국으로 독립, 러시아 제국의 봉신국이 되었다(프레드릭스함 조약). 또한 스웨덴 의회가 새로운 헌법을 채택하고 1818년 베르나도테 가를 새로이 왕가로 옹립하는 계기가 되었다.